# Terminatif
 (décembre 2022).
Si vous disposez d'ouvrages ou d'articles de référence ou si vous connaissez des sites web de qualité traitant du thème abordé ici, merci de compléter l'article en donnant les références utiles à sa vérifiabilité et en les liant à la section « Notes et références ».
En linguistique, le terminatif est un cas grammatical présent dans certaines langues, exprimant la limite spatiale ou temporelle, le point ultime d'un déplacement ou d'une période de temps. Il correspond à la préposition française jusqu'à.
Exemple :
- En estonien (suffixe -ni) :
  - maja « la maison » → majani « jusqu'à la maison »
  - õhtu « le soir » → õhtuni « jusqu'au soir »